# William Goodenough
William Edmund Goodenough (2 juin 1867 - 30 janvier 1945) est un officier supérieur de la Royal Navy de la Première Guerre mondiale. Il est le fils de James Graham Goodenough.

## Carrière navale
Goodenough rejoint la Royal Navy en 1882 . Il est nommé commandant du Royal Naval College de Dartmouth en 1905 . Il reçoit le commandement du croiseur HMS Cochrane en 1910 et du cuirassé HMS Colossus en 1911 .
Il sert pendant la Première Guerre mondiale et commande le 2e Escadron de croiseurs légers de 1913 à 1916, participant aux batailles de Heligoland en août 1914, Dogger Bank en janvier 1915, et du Jutland de mai à juin 1916 . Dans les honneurs de l'anniversaire du roi du 3 juin 1916, Goodenough est nommé membre supplémentaire de la troisième classe, ou compagnon, dans la division militaire de l'Ordre du Bain (CB). Il est promu au grade de contre-amiral le 10 juin.
Après la guerre, il devient surintendant à Chatham Dockyard  puis, à partir de 1920, commandant en chef à la station Africa . Il est nommé vice-amiral commandant la flotte de réserve en 1923 et commandant en chef, The Nore en 1924 . Il est premier et principal aide de camp naval du roi de 1929 à 1930 . Il prend sa retraite en 1930 .
À la retraite, Goodenough est président de la Royal Geographical Society de 1930 à 1933. Il est mort en 1945.